# Pseudosimnia carnea
Pseudosimnia carnea is een slakkensoort uit de familie van de Ovulidae. De wetenschappelijke naam van de soort is voor het eerst geldig gepubliceerd in 1789 door Poiret.